# 为马萨诸塞欢呼
为马萨诸塞欢呼为马萨诸塞州的官方歌曲，由美国人亚瑟·J·马什（Arthur James Marsh）创作于1954年春，并于1966年9月3日被马萨诸塞州的法院正式写入法律。该歌曲的作者马什是韦尔斯利的一名音乐教师。该曲于1954年8月15日在赫尔镇楠塔斯特海滩的百丽宫公园进行了首次公开演出。